# Макс Винше
Макс Винше (Китлиц, 20. април 1915 — Минхен, 17. април 1995) је био SS-Standartenführer (еквивалент пуковник), пуковски командант у 1. СС оклопној дивизији „телесна гарда Адолфа Хитлера“ и 12. СС оклопној дивизији „Хитлерјугенд“.

## Рани период
Макс Винше је рођен 20. априла 1915. у Китлицу, Горњи Лаузиц, Немачка. Завршава гимназију у Бауцену и током 1928. године запошљава се у пољопривредном институту, а истовремено предаје документа за трговачку школу. Краће време ради као управник пољопривредног имања, а касније постаје начелник одељења у једној рачуноводственој фирми. Новембра 1932. године постаје члан Хитлерјугенда, а у јулу 1933. године и члан СС-а. Након 5 месеца обуке за подофицира у тренажном логору у Јитербогу, Винше решава да постане официр и кандидује се за СС-Јункер школу у Бад Телц, коју завршава 1936. године. Произведен је у официра 20. априла 1936. године и SS-Untersturmführer Винше је пребачен у "Телесну гарду Адолфа Хитлера“ где служи као командир вода у 9. чети.
Касније тог месеца Винше је пребачен у 17. чету где остаје до 1. октобра 1938. године када је постављен у Begleitkommando des Führers (лична оружана пратња Хитлера), као дежурни официр. Он остаје на тој дужности и у време окупације Пољске, да би 2. фебруара 1940. године био премештен назад у „Телесну гарду Адолфа Хитлера“ где је постављен за командира 1. вода у 15. моторизованој чети којом је командован Курт Мајер.

## Други светски рат
Када је кренула кампања на западу, Винше се и даље налазио на месту командира 1. вода. Међутим већ 15. маја 1940. године је рањен у Холандији (окрзнут куршумом у луђа) да би 16. или 17. маја на његово место дошао SS-Obersturmführer Густав Кнител. Замена је планирана за 10. мај, али је одложена због почетка напада на Белгију, Холандију и Француску. Винше је премештен на место официра за специјалне инструкције у "Телесној гарди Адолфа Хитлера“ и као такав води 15. моторизовану чету у борбу код Болезела, пошто је командир чета Курт Мајер рањен.
Дана, 1. јуна 1940. године, Винше се поново враћа у личну оружану претњу Хитлера. Након безначајног скандала, у којем се Хитлеров економист жалио на некоректно понашање дежурног официра, Винше је ослобођен дужности и 5. децембра 1940. године враћен у "Телесну гарду Адолфа Хитлера“ као ађутант генерала Јозефа Дитриха. Након рата Винше ће се присећати Дитриха као човека, који је оставио највећи утицај на њега.
Упркос што је Винше служио под Дитрихом и у време ратних операција на Балкану, он се истакао тек при инвазији на Совјетски Савез - операција Барбароса. На источном фронту "телесна гарда Адолфа Хитлера“ налазила се у саставу 3. корпуса генерала Еберхарда фон Мекензена - група армија Југ. Првих неколико дана инвазије "телесна гарда Адолфа Хитлера“ наишла је на оштар отпор, међутим већ крајем јуна она се пробија кроз совјетску одбрану и заобилазећи хвата као у клопци већи број совјетских јединица. Много пута Винше прави извиђачке акције прелечући непријатељску територију авионом Физелер Фи 156 Рода. Дана, 31. јула 1941. године, Виншеове мисије извиђања показале су своју важност, јер су захваљујући подацима које је Винше доставио, Немци заузели Новоархангелск и опколили неколико совјетских дивизија у такозваном Уманском џепу.
Продором све више у јужну Украјину и доласком до Крима (земљоуз Перекоп), Винше је приморан неколико пута да замени SS-Hauptsturmführer-а Рудолфа Лемана при командовању дивизијском првом четом. То се дешавало у случајевима када је Леман морао да мења у командовању SS-Sturmbannführer-a Вилхелма Кајлхауса. Касније при борбама код Бердјанска, Маријупоља и Таганрога, Винше преузима команду над различитим јединицама, које су изгубиле своје командире у борби и сваки пут он „је покретач главног успеха“. Упркос томе, он је официјелно још увек био дивизијски ађутант.
Дана, 15. фебруара 1942. године, Винше је постављен за командандира Sturmgeschützabteilung-a (батаљон наоружан јуришним топовима Штурмгешиц III у 1. СС дивизији „Телесна гарда Адолфа Хитлера“), са којим је одбацио све покушаје пробоја совјета у последњој недељи фебруара. Важан успех Виншеа је утврђивање мостобрана Миус, одакле су одбијени сви покушаји совјетске војске да дођу до линије где су се налазиле укопане 73. пешадијска и 13. оклопна дивизија. Винше 1. јуна 1942. године напушта фронт и одлази у војну школу у Берлину, где успешно завршава тромесечни курс обуке за начелника штаба а уједно добија и чин SS-Sturmbannführer (еквивалент мајор). Враћа се 1. септембра на место команданта јуришних топова у „Телесној гарди Адолфа Хитлера“, да би већ 22. октобра био постављен за командира 1. батаљона новоформираног оклопног пука у 1. СС дивизији „телесна гарда Адолфа Хитлера“. Формирање оклопног пука започето је почетком јануара 1942. године и завршено је средином јануара 1943. године. Почетком фебруара 1943. године оклопни пук одлази за Харков.
Одмах по доласку SS-Sturmbannführer Макс Винше и његова јединица су увучени у битку. Борба се одвијала при температури од више степени испод нуле, великом снегу и јаком ветру - то је био тек почетак борбе за коју ће касније Винше да каже како му је то била најтежа битка коју је водио у рату. Дана, 9. фебруара након једне маневарске одбране, 1. оклопни батаљон зауставља напад совјета, наносећи им велике губитке и заузима Мереф. Напад Виншеа 10. фебруара, имао је само један циљ: да се успостави комуникација за снабдевање извиђачког батаљона Курта Мајера. Следећа два дана (11. и 12. фебруар) наступање је продужено у дубини совјетске линије. Виншеов 1. оклопни батаљон за то време успева да уништи 16 противтенковских оруђа, упркос дубоком снегу и ниској температури. У ноћи 13. фебруара, и поред ужасник климатских услова и тешко проходним тереном, SS-Sturmbannführer Макс Винше и његов 1. оклопни батаљон успевају да се пробију до опкољене војске Курта Мајера и спашавају их сигурног заробљавања или смрти. Војници из 1. оклопног батаљона сједињују се са војском извиђачког батаљона, формирајући Kampfgruppe (борбена група), која разбијајући 6. гардијски коњички корпус 15. фебруара се извлачи из окружења. Тог дана је и Харков напуштен од стране Немаца. До 22. фебруара, услед локалних успеха, Немци поново преузимају иницијативу и окрећу се према граду којег су изгубили свега недељу дана раније - Харков. Винше је 25. фебруара награђен златним немачким крстом за горе споменути успех спасавања извиђачког батаљона, а само пар дана касније добиће још једно одликовање - овог пута заслуге ће бити достојне Витешког крста.
Извиђачи борбене групе Виншеа откривају добро утврђене непријатељске јединици усмерене ка јужном крилу. По сопственој иницијативи, без чекања на наређење, Винше издаје заповест да се непријарељ окружи на северу у околини Јеремејвка. Борбена дејства су била веома успешна - уништена су чак 54 совјетска оруђа (два топа 122mm лично је уништио сам Винше), а избачено је из борбе и преко 900 совјетских војника. За тај успех Винше је награђен 28. фебруара 1943. године Витешким крстом. Дана, 15. марта завршена је трећа битка за Харков - његов „Црвени трг“ је преименован у трг „Телесне гарде Адолфа Хитлера“ и град се налазио чврсто у рукама II. СС оклопног корпуса. Следило је кратко затишје током априла, које су војници користили да поправе одбрамбене објекте у околини града. Током јуна 1943. године SS-Sturmbannführer Макс Винше добија наређење да се премести у новоформирану 12. СС оклопну дивизију „Хитлерјугенд“, где је постављен за команданта оклопног пука.
Дана, 6. јуна 1944. године савезничке снаге су започеле највећу десантну операцију, позната у историји као операција „Оверлорд“. Након успешног искрцавања на обали, савезници крећу полако са наступањем ка унутрашњости Нормандије. Међутим британски и канадски војници већ 7. јуна наилазе на 12. СС оклопну дивизију „Хитлерјугенд“ и бивају заустављени. У борбама које су трајале све до средине јула, оклопни пук Виншеа је уништио 219. непријатељских тенкова. За ту битку и одлично лидерско вођство, Винше је одликован Храстовим лишћем за Витешки крст 11. августа 1944. године. Свега неколико дана касније савезничка војска опкољава велики број немачких војника у Фалезком џепу, а међу њима и Макса Виншеа.
Ноћ 20. августа 1944. године давала је добре изгледе да се Винше са ађутантима SS-Hauptsturmführer-ом Изекеом и SS-Untersturmführer-ом Фрајтагом као и рањеним војним лекаром извуку из обруча. Крећу ћи се пешке налећу на савезничку патролу, где је лекар заробљен а Винше рањен у лист ноге. Изеке се 24. августа одваја од групе и мало касније бива заробљен. Последња двојица у групи, Винше и Фрајтаг наилазе на немачко возило у добром стању и са њим пролазе кроз Сен Ламбер наочиглед канадских војника који се ту налазе. По изласку из Сен Ламбера доживљавају удес и пробају да се сакрију у оближње жбуње како би сачекали ноћ, али пре пада мрака бивају заробљени од стране савезничких војника.

## Након рата
Након завршетка рата Винше постаје управник једног индустријског комбината у Вуперталу, Немачка. Умире у 80. години живота у Минхену 17. априла 1995. године.